# Ай-Люкъягун
Ай-Люкъягун (устар. Ай-Люк-Ягун) — река в России, протекает по Ханты-Мансийскому АО. Устье реки находится в 31 км по правому берегу реки Люкъягун. Длина реки составляет 17 км.

## Данные водного реестра
По данным государственного водного реестра России относится к Верхнеобскому бассейновому округу, водохозяйственный участок реки — Обь от впадения реки Вах до города Нефтеюганск, речной подбассейн реки — Обь ниже Ваха до впадения Иртыша. Речной бассейн реки — (Верхняя) Обь до впадения Иртыша.
Код объекта в государственном водном реестре — 13011100112115200042198.